# Gecko (Overdrive)
Pour les articles homonymes, voir Gecko.
Singles par Oliver Heldens
Gecko
(2014) Koala
(2014)
Singles par Becky Hill
Powerless
(2014) Caution To The Wind
(2014)
Gecko (Overdrive) est une chanson du DJ et producteur néerlandais Oliver Heldens avec la chanteuse britannique Becky Hill. Il est sorti le 22 juin 2014 en téléchargement numérique sur le label Spinnin' Records aux Pays-Bas. La chanson a été écrite et produite par Olivier Heldens.

## Liste du format et édition
| 1. | Gecko (Overdrive) (Radio Edit)   | 2:46 |
| 2. | Gecko (Overdrive) (Original Mix) | 4:57 |

| 1. | Gecko (Overdrive) (Radio Edit)                 | 2:46 |
| 2. | Gecko (Overdrive) (Extended Edit)              | 4:57 |
| 3. | Gecko (Overdrive) (Jack Beats Remix)           | 4:54 |
| 4. | Gecko (Overdrive) (Matrix & Futurebound Remix) | 3:38 |
| 5. | Gecko (Overdrive) (DJ S.K.T Remix)             | 4:25 |

## Classement hebdomadaire
| Classement (2014)              | Meilleure position |
| ------------------------------ | ------------------ |
| Pays-Bas (Nederlandse Top 40)  | 48                 |
| Australie (ARIA)               | 71                 |
| Autriche (Ö3 Austria Top 40)   | 35                 |
| Allemagne (Media Control AG)   | 23                 |
| Suède (Sverigetopplistan)      | 55                 |
| Suisse (Schweizer Hitparade)   | 23                 |
| Pologne (Dance Top 50)         | 6                  |
| Écosse (OCC)                   | 2                  |
| Royaume-Uni (UK Singles Chart) | 1                  |